# 모양새 친구들
《모양새 친구들》은 림팩토리, ERRCRRTOON가 제작한 대한민국의 애니메이션으로, 2024년 8월 20일부터 11월 26일까지 KBS 2TV에서 방영했다.

## 방영 일시
| 방송 채널 | 방송일                      | 방송 시간 |
| --------- | --------------------------- | --------- |
| KBS 2TV   | 2024년 8월 20일 ~ 11월 26일 | 종료      |

## 등장 인물
- 네모(사각형, 파랑)
- 세모(삼각형, 빨강)
- 동그라미(원형, 노랑)
- 뚜뮤(외계인)
- 뽀(UFO)
- 지렁이
- 나비
- 민달팽이
- 까마귀
- 비둘기 가족

## 목소리 출연
- 남도형: 네모
- 방시우: 세모
- 천송이: 동그라미
- 강시현: 뚜뮤
- 김도담: 뽀

## 제작진
- 이태헌 - 책임
- 김장환, 황정연 - 프로듀서
- 남광원 - 기획 / 연출
- 민다혜, 박호영, 이지현, 남광원 - 시나리오
- 남광원, 이원재 - 스토리보드
- 김장환, 김혜원 - 애니메이션
- 연정훈 - 아트
- 남광원 편집 / 합성
- 허연미 - 2D 디자인
- 김연 - 3D 디자인
- 박재영 - 어시스트
- 세영코리아, 스타트업앤, 세컨드스토리 영앤콘텐츠 - 제작협력
- TJ웍스 - 믹싱
- 박해운, 박해문 - 음악 / 효과
- 주제가제작
- 김영아 - 작사
- 박해운, 박해문 - 작곡
- 임지민 - 오프닝
- 신디 - 엔딩
- 이창현 - 사업총괄
- 김광훈, 박은주 - 마케팅
- 김문환, 김환영, 김영훈, 윤인용, 이규성, 은경 - 경영지원
- 김연재(KBS미디어) - 홈페이지 제작
- 이수은 - 종합편집
- 황은서 - 자막디자인
- 차한결 - 조연출
- 황정연 - 연출
- KBS - 기획
- 림팩토리, ERRCRRTOON - 제작

## 방영 목록
| 회차       | 주제            | 방송 일자        |
| ---------- | --------------- | ---------------- |
| 1화        | 불청객          | 2024년 8월 20일  |
| 1화        | 닮은꼴 찾기     | 2024년 8월 20일  |
| 2화        | 숨바꼭질        | 2024년 8월 27일  |
| 2화        | 날고 싶어       | 2024년 8월 27일  |
| 3화        | 요술 장갑       | 2024년 9월 3일   |
| 3화        | 몽유병          | 2024년 9월 3일   |
| 4화        | 잔디 깎기       | 2024년 9월 10일  |
| 4화        | 새싹            | 2024년 9월 10일  |
| 5화        | 불꽃놀이        | 2024년 9월 24일  |
| 5화        | 보름달          | 2024년 9월 24일  |
| 6화        | 딸꾹질          | 2024년 10월 8일  |
| 6화        | 강력 접착제     | 2024년 10월 8일  |
| 7화        | 우물            | 2024년 10월 15일 |
| 7화        | 시소 놀이       | 2024년 10월 15일 |
| 8화        | 호수            | 2024년 10월 22일 |
| 8화        | 커졌다 작아졌다 | 2024년 10월 22일 |
| 9화        | 두더지 가족     | 2024년 10월 29일 |
| 9화        | 놀이터          | 2024년 10월 29일 |
| 10화       | 얼음            | 2024년 11월 5일  |
| 10화       | 나를 고쳐줘     | 2024년 11월 5일  |
| 11화       | 타임머신        | 2024년 11월 12일 |
| 11화       | 생일            | 2024년 11월 12일 |
| 12화       | 또 불청객       | 2024년 11월 19일 |
| 12화       | 투명            | 2024년 11월 19일 |
| 최종화(13) | 슈퍼레인저      | 2024년 11월 26일 |
| 최종화(13) | 비눗방울        | 2024년 11월 26일 |

## 결방 및 편성안내
- 2024년 9월 17일: 추석연휴의 관계로 인해 결방했다.
- 2024년 10월 1일: 국군의 날에 대한 임시공휴일의 지정으로 인해 결방했다.